# Семено-Макарово
Семено-Макарово (баш. Семен-Макар) — село в Ермекеевском районе Башкортостана, входит в состав Ермекеевского сельсовета.

## Происхождение названия
Название села — по имени Семёна Макарова (1756—1829), новокрещённого чуваша.

## История
По договору башкир Кыр-Еланской волости от 1 февраля 1795 года новокрещенному чувашу Семёну Макарову разрешили поселиться с 10 дворами и «владеть землею сроком на 50 лет из платежа оброку по 20 коп. ежегодно с двора».
В XIX веке село было волостным центром. Здесь было двухклассное училище, 3 лавки, 3 мельницы.
Административный центр упразднённого в 2008 году Семено-Макаровского сельсовета.

## Население
| 1834 | 1850 | 1906 | 1920 | 2002 | 2009 |
| ---- | ---- | ---- | ---- | ---- | ---- |
| 126  | ↗393 | ↗878 | ↘813 | ↘345 | ↘330 |
| 2010 |      |      |      |      |      |
| ↗332 |      |      |      |      |      |

В 1816 году в 28 дворах проживало 168 чувашей, в 1834 году 126 душ мужского пола. 40 дворов и 393 человека было в 1850 году. В 1906 году зафиксировано 878 человек и 145 дворов. В 1920 году количество жителей уменьшилось до 813 человек.
Национальный состав
Согласно переписи 2002 года, преобладающая национальность — чуваши (86 %).

## Географическое положение
Расположено на правом берегу реки Курятмас. Расстояние до:
- районного центра (Ермекеево): 11 км,
- ближайшей ж/д станции (Приютово): 42 км.